# Medwyn Goodall
Medwyn Goodall (urodzony w 1961 w Yorkshire, Anglia) – brytyjski muzyk i kompozytor, kojarzony często z muzyką new age.
Medwyn Goodall mieszka wraz z żoną Wendy w Kornwalii (Anglia).
Już w dzieciństwie uczył się grać na różnych instrumentach, jak: mandolina, perkusja, harfa, flet, wibrafon czy syntezatory. Swój pierwszy album, Emergence, wydał w 1987 roku. Jest bardzo płodnym artystą. W ciągu 20 lat (1987–2007) nagrał i wydał ponad 130 albumów. Sam jest nie tylko kompozytorem, ale i wykonawcą oraz aranżerem swoich utworów.